# Klimarat der Bürgerinnen und Bürger
Der Klimarat der Bürgerinnen und Bürger (auch Klimarat der Bürger:innen, Klimabürger:innenrat oder kurz Klimarat) ist eine vom österreichischen Nationalrat beschlossene Maßnahme auf dem Weg zur Klimaneutralität, basierend auf den Forderungen des Klimavolksbegehrens und startete im Jänner 2022.
Der Klimarat stellt eine Art „Mini-Österreich“ dar. Er setzt sich aus 100 Menschen zusammen, die seit mindestens fünf Jahren ihren Hauptwohnsitz in Österreich haben, mindestens 16 Jahre alt sind und den Querschnitt der Gesellschaft hinsichtlich Geschlecht, Alter, Bildungsstand, Wohnort und Ansichten zum Thema Klimawandel widerspiegeln. Die Auswahl wurde nach dem Zufallsprinzip durch die Statistik Austria erfasst. Dies stellt sicher, dass die Teilnehmer aus den verschiedenen Gruppen ausgewogen für die Gesamtbevölkerung vertreten sind. Dabei werden sie von unabhängigen Klimaexperten zum Thema informiert, beraten in moderierten Kleingruppen und erarbeiten konkrete Vorschläge für Klimaschutzmaßnahmen.
Beim Klimarat handelt es sich um einen partizipativer Prozess mit Bürgern zur Erarbeitung von konkreten Vorschlägen für Klimaschutzmaßnahmen auf dem Weg zur Klimaneutralität 2040. Diese werden an das Klimakabinett beziehungsweise die Bundesregierung übermittelt.

## Ablauf
Der Klimarat tagte zwischen Jänner 2022 und Juni 2022 an sechs Wochenenden, abwechselnd in Wien und Salzburg. Mit der gesamten Organisation, Prozessbegleitung und Moderation des Klimarats wurde nach einer europaweiten Ausschreibung ein Konsortium bestehend aus ÖGUT, Pulswerk und PlanSinn beauftragt.
Zahlreiche Wissenschaftler aus verschiedenen Disziplinen begleiteten die Arbeit des Klimarats. Der Klimaforscher Georg Kaser und die Umweltökonomin Birgit Bednar-Friedl übernahmen die koordinierende Rolle der wissenschaftlichen Begleitung und haben ein multidisziplinäres wissenschaftliches Begleitgremium zusammengestellt. Neben diesem wissenschaftlichen Beirat sorgten  wissenschaftliche Evaluatoren für unabhängiges Monitoring.
Um sicherzustellen, dass unterschiedliche Perspektiven in der Klimadebatte berücksichtigt werden, begleitete auch ein Stakeholder-Beirat den Klimarat. Dieser bestand aus Repräsentanten von Wirtschaftskammer Österreich (WKÖ), Arbeiterkammer (AK), Österreichischer Gewerkschaftsbund (ÖGB), Landwirtschaftskammer Österreich (LKÖ), Industriellenvereinigung (IV), Klimavolksbegehren (KVB), Ökobüro, Umweltdachverband, Armutskonferenz, Globale Verantwortung, Bundesjugendvertretung.
Eine Reihe professioneller Moderatoren sorgte für einen roten Faden in den Diskussionen, fokussierte die Themen und sammelte die Ergebnisse.

### Zusammenkünfte
Das erste Treffen fand am 15. und 16. Jänner 2022 in Wien statt. Umweltministerin Leonore Gewessler (Grüne) und Bundespräsident Alexander Van der Bellen richteten zum Auftakt um 13:00 Uhr Begrüßungsworte an die anwesenden Ratsmitglieder. Danach erhielten die Teilnehmenden eine Einführung in die Abläufe des Klimarats. Nach dem anfangs öffentlichen Teil Programms blieben die Teilnehmenden dann unter sich und diskutierten und berieten in Gruppen. Dabei wurden sie sogleich von einem 15-köpfigen Wissenschaftlergremium, einer Sozialpartner- und Umwelt-NGO-Gruppe und einem Moderatorenteam unterstützt.
| Zusammenkunft                                             | Datum                  | Standort | Thema | Zusammenfassung |
| --------------------------------------------------------- | ---------------------- | -------- | --- | --------------- |
| 1. Treffen                                                | 15.–16. Jänner 2022    | Wien     | Kennenlernen und inhaltlicher Einstieg in die Grundlagen der Klimakrise und des Klimaschutzes. | hier            |
| 2. Treffen                                                | 26.–27. Februar 2022   | Salzburg | Schwerpunktmäßig um Ernährung und Landnutzung. Außerdem begann die Bearbeitung aller Handlungsfelder (Mobilität, Wohnen, Energie, Produktion/Konsum).                                                           | hier            |
| 3. Treffen                                                | 26.–27. März 2022      | Wien     | Weiterarbeit an den fünf Handlungsfeldern. Zusätzlich gibt es „Impulspapiere“ des Stakeholder-Beirats. | hier            |
| 4. Treffen                                                | 23.–24. April 2022     | Salzburg | Der Dialog mit Stakeholdern und Politiker:innen aller Parlamentsparteien stand im Mittelpunkt. | hier            |
| Online-Beteiligungsaktion „Der Klimarat fragt Österreich“ | 27. April–08. Mai 2022 | online   | Alle Österreicher:innen waren dazu eingeladen an der 10-tägigen Online-Beteiligung teilzunehmen. | hier            |
| 5. Treffen                                                | 14.–15. Mai 2022       | Wien     | Es wurden die Ergebnisse der Online-Beteiligungs Aktion studiert und diskutiert, sowie die weiterarbeit an Maßnahmen.                                                                                           | hier            |
| 6. Treffen                                                | 11.–12. Juni 2022      | Salzburg | Feinschliff der Empfehlungen, das Sicherstellen des Verständnisses aller Bürgerinnen für alle Empfehlungen verstehen und eine darauffolgende Entscheidungsphase. Abschließenden Reflexion und Feier am Sonntag. | hier            |
| Präsentation der Empfehlungen                             | 04. Juli 2022          | Wien     | Präsentation der Ergebnisse im Presseclub Concordia | hier            |

## Auswahl der Teilnehmer
Der Klimarat sollte die gesamte Bevölkerung Österreichs ausgewogen repräsentieren. Da es nicht möglich ist, dass alle Bürger am Klimarat teilnehmen, wurden 1000 Menschen ausgewählt, die den Querschnitt der Gesellschaft hinsichtlich Geschlecht, Alter, Bildungsstand und Wohnort widerspiegeln. Auch die Ansichten der Teilnehmer zum Thema Klimawandel wurden proportional abgebildet. Die Teilnehmer wurden von der Statistik Austria nach dem Zufallsprinzip aus dem Zentralen Melderegister (ZMR) gezogen. Dies stellt sicher, dass die Teilnehmer aus den verschiedenen Gruppen ausgewogen für die Gesamtbevölkerung vertreten sind. Diese zufällig ausgewählten Personen erhielten einen Informationsbrief und damit die Möglichkeit, sich für den Klimarat zu registrieren (voranzumelden). Aus allen registrierten Personen werden schließlich von Statistik Austria 100 Teilnehmer sowie rund 20 Reservepersonen tatsächlich für den Klimarat ausgewählt.

### Teilnahmebedingungen
Voraussetzung für die Teilnahme am Klimarat waren ein Hauptwohnsitz in Österreich seit mindestens fünf Jahren, ein Mindestalter von 16 Jahren und die Bereitschaft, an allen sechs Terminen teilzunehmen. Die Teilnahme am Klimarat war freiwillig.

### Fragebogen zur Teilnahme
Der Fragebogen für die Registrierung zum Klimarat beinhaltete folgende Themenblöcke:
- Sind Sie bereit, am Klimarat teilzunehmen

Wenn ja:
- Zustimmung zur Verwendung der Kontaktdaten
- Name und Kontaktdaten (Postadresse, Telefonnummer, E-Mail-Adresse)
- Geschlecht, Geburtsdatum, Staatsangehörigkeit und Geburtsland, höchster Bildungsabschluss, Haupttätigkeit
- Ansichten zum Thema Klimawandel

Diese Fragen waren notwendig, um einerseits die Teilnahme organisatorisch abwickeln zu können (Kontaktdaten, Einverständniserklärung). Andererseits sollten sie sicherstellen, dass der Klimarat schlussendlich wie ein „Mini-Österreich“ ausgewogen der Gesamtbevölkerung entspricht, z. B. hinsichtlich Alter und Bildungsstand der Teilnehmer. Der Fragebogen konnte online oder telefonisch beantwortet werden.

## Beteiligungsaktion - direkte Teilnahme der Bevölkerung am Klimarat
Es sollte eine Möglichkeit für die österreichische Bevölkerung geschaffen werden, um sich aktiv in den Klimarat einzubringen. Dabei sollten Themen, Ideen und Visionen einer positiven Zukunft von der Bevölkerung gesammelt werden, welche dann - vorab aufbereitet - von den 100 Teilnehmern diskutiert werden.
Diese Beteiligungsaktion fand zwischen dem 4. und 5. Treffen des Klimarats statt.

## Ergebnisse
93 Empfehlungen wurden vom Klimarat in einem Bericht an die Politik verabschiedet. Dabei enthält jede Empfehlung eine Maßnahme. Die Empfehlungen beinhalten neben schlichten Erklärungen der Maßnahmen auch Möglichkeiten, wie mögliche Nebenwirkungen abgefedert und Synergien genutzt werden können.
Die 93 Ergebnisse sind hierbei fünf Handlungsfeldern zugeordnet:
- Energie
- Produktion / Konsum
- Ernährung / Landnutzung
- Mobilität
- Wohnen

Der Bericht mit allen Ergebnissen ist online zu finden.

## Geschichte

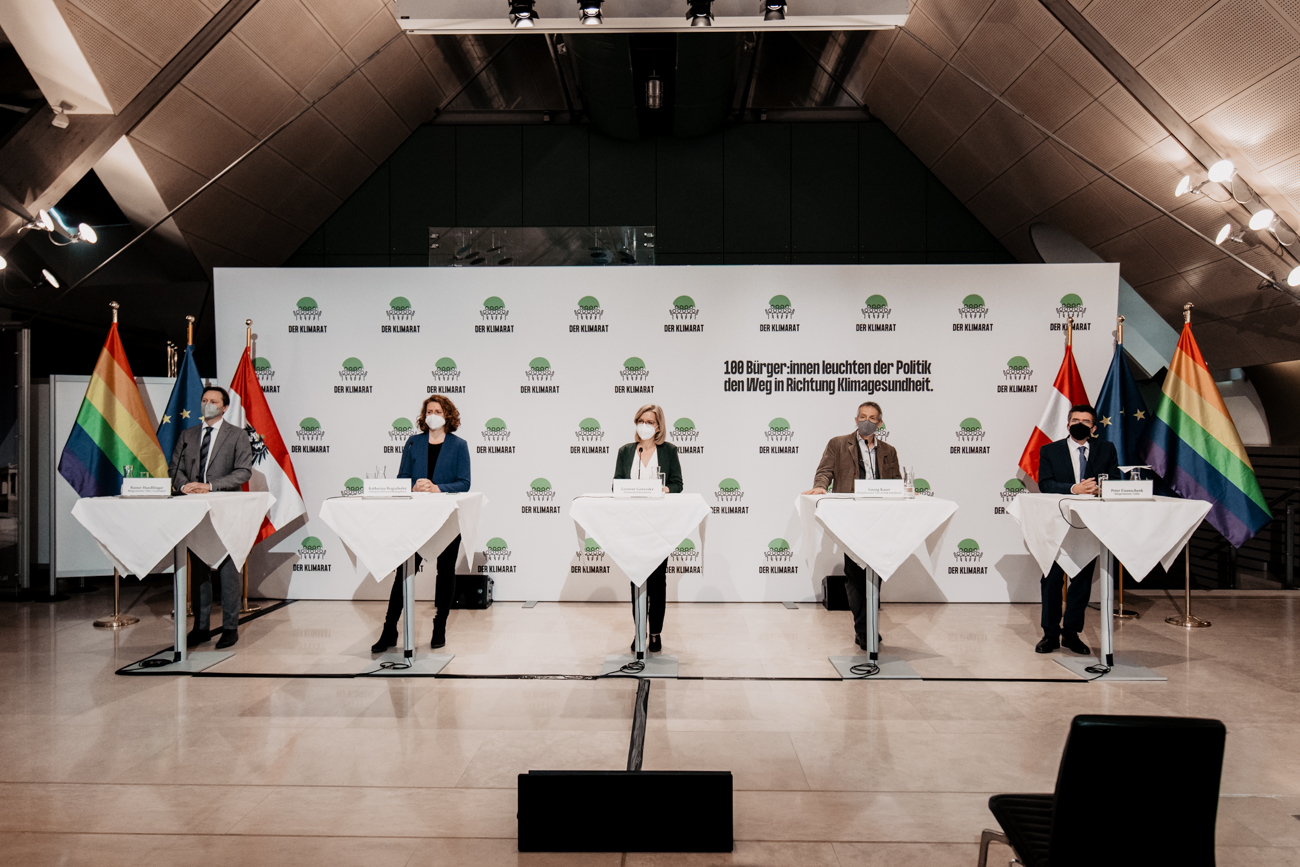
Pressekonferenz zum Klimarat am 11. Jänner 2022

Ein Klimarat wurde in Österreich bereits von mehreren Seiten gefordert, beispielsweise auch von Extinction Rebellion. Als eine der Forderungen des Klimavolksbegehrens wurde der Klimarat vom österreichischen Nationalrat am 26. März 2021 schließlich beschlossen. Am 11. Jänner 2022 fand die erste Pressekonferenz des BMK zum Klimarat statt. Der Klimarat tagte am 15. und 16. Jänner 2022 zum ersten Mal. Am 04. Juli fand die abschließende Pressekonferenz und Übergabe der Forderungen statt.

## Ansprüche des Klimavolksbegehrens an den Klimarat
Das Klimavolksbegehren – das Bürgerräte als eine seiner Forderungen listete und aus dessen Erfolg 2020 der 2022 stattfinde Klimarat der Bürgerinnen und Bürger hervorgeht – fordert vom Klimarat und der Politik, dass dieser:
1. gut gemacht wird,
2. für alle transparent ist,
3. weithin sichtbar bleibt und
4. viertens politisch wirksam wird.

### Hauptforderungen

#### Gut Gemacht
Der Klimarat muss von Seiten der Organisatoren und Auftraggeber nach bestem Wissen und Gewissen geplant und durchgeführt werden. Zur Orientierung gibt es das europaweite Netzwerk „KNOCA“, in dem Erfahrungen und Merkmale eines gut gemachten Bürgerrates zusammengetragen wurden.

#### Für alle transparent
Alle wichtigen Informationen über den Klimarat haben transparent zu sein und müssen für die Menschen zugänglich gemacht werden. „Die klare Nachricht muss sein: Hier wird nichts hinter verschlossenen Türen ausgemacht. Hier entstehen Lösungen, die von den Bürgern gestaltet werden.“

#### Weithin sichtbar
Um zu gewährleisten, dass Menschen die nicht als Teilnehmer ausgewählt wurde auch davon profitieren, muss die Arbeit des Klimarats und ihre Ergebnisse immer verständlich kommuniziert werden. Zudem braucht es Möglichkeiten für Alle, sich in die Debatte einzubringen da der Klimarat erst dann erfolgreich werde, wenn viele Menschen davon gehört haben und sich repräsentiert und eingebunden fühlen.

#### Politisch wirksam
Die österreichische Bundesregierung, sowie der Nationalrat und der Bundesrat müssen sich dazu verpflichten, die Vorschläge der Bürger ernst zu nehmen. Die Regierung soll innerhalb von 6 Monaten nach Übergabe auf die Empfehlungen des Klimarats antworten. Wenn Vorschläge vollständig abgelehnt oder abgeändert werden, muss das öffentlich begründet werden.

### Weitere Forderungen des Klimavolksbegehrens zum Klimarat
Darüber hinaus forderte das Klimavolksbegehren, dass der Klimarat wissenschaftlich beobachtet wird, um ein Weiterentwickeln der demokratischen Mittel eines Bürgerrates zu gewährleisten. Da es künftig weitere Bürgerräte benötige, um gesellschaftspolitische Lösungswege zu finden, sei es wichtig, aus der jetzigen Durchführung des Rates zu lernen. Es brauche unbedingt eine wissenschaftliche Begleitung des Klimarates, um positive Aspekte als auch Verbesserungspotenziale festzuhalten.
Auch sollen Bürgerräte im Klimaschutzgesetz verankert werden, da die Klimakrise nicht von heute auf morgen gelöst werden könne und Bürger mitbestimmen sollen, welche Gegenmaßnahmen zu setzen sind.

## Verein Klimarat
Auf Initiative der teilnehmenden BürgerInnen etwa im Juni 2022 wurde der Verein des österreichischen Klimarats der Bürger:innen mit Sitz in 1020 Wien gegründet. Auf seiner Webpräsenz wird von Dialogbesuchen etwa bei Politikern und Initiativen berichtet.